# 16939 Rishabhmisra
A 16939 Rishabhmisra (ideiglenes jelöléssel (16939) 1998 FP121) a Naprendszer kisbolygóövében található aszteroida. A LINEAR projekt keretében fedezték fel 1998. március 20-án.